# Landesregierung Reither III
Die Landesregierung Reither III (auch als provisorischer Landesausschuß bezeichnet) war die provisorische Niederösterreichische Landesregierung nach dem Rücktritt Leopold Figls als Landeshauptmann bzw. der Wahl Josef Reithers am 15. Oktober 1945 bis zur Wahl der nachfolgenden Landesregierung Reither IV am 12. Dezember 1945. Die Landesregierung Reither III setzte sich wie die Vorgängerregierung Figl I aus vier Politikern der Österreichischen Volkspartei (ÖVP), drei Vertretern der Sozialistischen Partei Österreichs (SPÖ) und zwei Mitgliedern der Kommunistischen Partei Österreichs (KPÖ) zusammen.

## Regierungsmitglieder
| Amt                           | Name              | Partei | Ressorts |
| ----------------------------- | ----------------- | ------ | -------- |
| Landeshauptmann               | Josef Reither     | ÖVP    |          |
| Landeshauptmannstellvertreter | Oskar Helmer      | SPÖ    |          |
| Landeshauptmannstellvertreter | Laurenz Genner    | KPÖ    |          |
| Landesrat                     | August Kargl      | ÖVP    |          |
| Landesrat                     | Johann Steinböck  | ÖVP    |          |
| Landesrat                     | Johann Haller     | ÖVP    |          |
| Landesrat                     | Hans Brachmann    | SPÖ    |          |
| Landesrat                     | Heinrich Widmayer | SPÖ    |          |
| Landesrat                     | Karl Podrazky     | KPÖ    |          |